# جون دبليو. ألين
جون دبليو. ألين (بالإنجليزية: John W. Allen)‏ هو محامي وسياسي أمريكي، ولد في 1 أغسطس 1802 في ليتشفيلد في الولايات المتحدة، وتوفي في 5 أكتوبر 1887 في كليفلاند في الولايات المتحدة. حزبياً، نشط في حزب اليمين والحزب الجمهوري. وقد انتخب عضو مجلس النواب الأمريكي.